# Immanuelkerk (Groningen)
De Immanuelkerk is een kerkgebouw in de Groninger wijk Corpus den Hoorn aan het Overwinningsplein bij de Van Iddekingebrug over het Noord-Willemskanaal. Het gebouw uit 1964 is een ontwerp van het Groninger architectenbureau Haykens & Jansma en is nog steeds als kerk in gebruik. Het werd gebouwd als Hervormde kerk en is sinds de fusie in gebruik bij de PKN.